# Kristel Werckx
Kristel Werckx (Heusden-Zolder, Limburg, 16 de desembre de 1969) va ser una ciclista belga que va combinar la pista amb la carretera. Es va proclamar dos cops campiona nacional en ruta. Va participar en dos Jocs Olímpics d'Estiu.
Està casada amb el també ciclista Cédric Mathy.

## Palmarès en ruta
- 1988
  - 1a a la París-Bourges i vencedora de 3 etapes
- 1990
  - Vencedora d'una etapa a la París-Bourges
  - Vencedora d'una etapa al Tour de la CEE
- 1991
  -  Campiona de Bèlgica en ruta
  - 1a a la Hel van het Mergelland
  - Vencedora d'una etapa al Tour de l'Aude
- 1992
  - Vencedora d'una etapa a la Volta a Bèlgica
- 1993
  -  Campiona de Bèlgica en ruta

## Palmarès en pista
- 1987
  -  Campiona de Bèlgica en velocitat
- 1988
  -  Campiona de Bèlgica en velocitat
  -  Campiona de Bèlgica en persecució
  -  Campiona de Bèlgica en òmnium
- 1989
  -  Campiona de Bèlgica en òmnium
- 1990
  -  Campiona de Bèlgica en velocitat
  -  Campiona de Bèlgica en persecució
- 1991
  -  Campiona de Bèlgica en velocitat
  -  Campiona de Bèlgica en persecució
  -  Campiona de Bèlgica en òmnium
- 1992
  -  Campiona de Bèlgica en persecució
  -  Campiona de Bèlgica en òmnium
- 1993
  -  Campiona de Bèlgica en velocitat
  -  Campiona de Bèlgica en punts
- 1994
  -  Campiona de Bèlgica en punts
  -  Campiona de Bèlgica en persecució
  -  Campiona de Bèlgica en òmnium